# Microrégion de Campinas
 (février 2025).
Si vous disposez d'ouvrages ou d'articles de référence ou si vous connaissez des sites web de qualité traitant du thème abordé ici, merci de compléter l'article en donnant les références utiles à sa vérifiabilité et en les liant à la section « Notes et références ».
La microrégion de Campinas est l'une des cinq microrégions qui subdivisent la mésorégion de Campinas de l'État de São Paulo au Brésil.
Elle comporte 16 municipalités qui regroupaient 2 530 029 habitants en 2006 pour une superficie totale de 3 083 km².

## Municipalités[1]
- Americana
- Campinas
- Cosmópolis
- Elias Fausto
- Holambra
- Hortolândia
- Indaiatuba
- Jaguariúna
- Monte Mor
- Nova Odessa
- Paulinia
- Pedreira
- Santa Bárbara d'Oeste
- Sumaré
- Valinhos
- Vinhedo